# Mestna termoelektrarna Ljubljana
Mestna termoelektrarna Ljubljana MTL (imenovana tudi Mestna elektrarna Ljubljana) je nekdanja termoelektrarna v Ljubljani na Slomškovi ulici, pogovorno jo Ljubljančani imenujejo Stara elektrarna. Obratovati je začela 1. januarja 1898 z dvema batnim parnim strojem z inštalirano močjo 2x0,15 MW DC in je po več fazah posodobitev dosegla končno inštalirano moč leta 1930 z 4 MW (1.2 MW DC in 2.8 MW AC) obratovala kot elektrarna do leta 1961, do leta 1966 pa kot kotlarna, ko je v Mostah na Toplarniški ulici začela obratovati sodobnejša Termoelektrarna Toplarna Ljubljana.

## Oprema termoelektrarne in delovanje

### Blok 1 in 2
Leta 1898 sta pričela obratovati 2 parna batna stroja, ki jih je naredila tovarna Erste Brünner Maschinenfabrik z močjo 0,15 MW vsak in sta bila direktno vezana na enosmerni dinamo, ki ga je naredila družba Siemens & Halske. Parna batna stroja sta bila tandem izvedbe z visokotlačnim valjem (premera: 325 mm) in nizkotlačnim valjem (premera: 525 mm), hod batov je bil 600 mm. Stroj je bil vezan na vztrajnik (premera: 3200 mm) za mirnejši tek, krmiljenje valjev je bilo drsniško. V ekspanzijski stroj je prišla iz dveh parnih kotlov nasičena para tlaka 11 bar (185 °C), ki sta delovala z 150 mahi na minuto in preko vzvoda poganjal vztrajnik. Dinamo je imel nazivni tok 450 A in je dajal napetost 150 V za razsvetljavo in 300 V za enosmerne elektromotorje. Tehnologija, ki je bila takrat vgrajena je bila že v tistem času nekoliko zastarela, saj so se že takrat gradile termoelektrarne na izmenični tok, ki ga je mogoče prenašati na velike razdalje in ima tako manjše prenosne izgube. Termoelektrarna je začela obratovati na enosmerni tok, kljub temu, da je bilo že v času gradnje jasno, da je to slaba tehnična rešitev, saj ima velike distribucijske izgube in z njim ni moč napajati oddaljenih porabnikov. Tudi lokacija elektrarne je bila izbrana slabo, saj ni imela zanesljivega in zadostnega vira vode (vodnjak) za termodinamične procese, prav tako ni bilo infrastrukture za oskrbo z gorivom od železniške postaje do lokacije MTL. Te težave so se z nadaljnjim večanjem moči še bolj izrazito kazale. Tako je leta 1898 skupna moč MTL z dvema batnima parnima strojema znašala 0,3 MW in je z 2 ročno kurjenima parnima kotloma na rešetke in je delovala samo ponoči, ker podnevi ni bilo priklopljenih dovolj uporabnikov električne energije.

### Blok 3
Leta 1899 so dobavili en nov parni batni stroj moči 0,3 MW in dva nova parna kotla. Ekspanzijski stroj je bil spet vezan na dinamo enosmernega toka. Tako je leta 1899 skupna moč MTL znašala 0,6 MW z 4 ročno kurjenimi kotli na rešetke in je še vedno obratovala samo ponoči. Leta 1901 je pričela obratovati cestna železnica - tramvaj, s tem pa je postala tudi podnevi uporaba električne energije dovolj velika, da je MTL lahko obratovala noč in dan.

### Blok 4
Leta 1905 je začel obratovati en nov parni batni stroj moči 0,6 MW z dvema novima parnima kotloma. Tako je leta 1905 skupna moč MTL znašala 1,2 MW s šestimi parnimi kotli na nasičeno paro in je obratovala še vedno izključno na enosmerno napetost, ki je bila problematična, saj ni bil možen transport električne energije izven mesta. Že tako je na koncih vej oskrbe prihajalo do znatnih padcev napetosti in luči so slabo svetile.

### Diesel agregata
Leta 1925 so objekt dozidali in obratovati sta pričela dva dizelska motorja moči 0,3 MW vsak s trifaznim izmeničnim tokom. Napetost za razsvetljavo je znašala 220 V, napetost za elektromotorje (medfazna) pa 380 V. V tem letu so obnovili vseh šest starih parnih kotlov in jim zamenjali rešetke z drobnejšimi, ki so bile namenjene za premog nižje granulacije po kotlovski strani, medtem ko so po parni strani vgradili tudi pregrevalnike pare, s čimer so dosegli večji entalpijski padec v ekspanzijskem stroju, saj je imela pregreta para več energije od nasičene. Tako se je poraba premoga na proizvedeno enoto električne energije znižala, s čimer tudi lastna cena proizvedene električne energije. Tako je leta 1925 bila skupna električna moč MTL 1,8 MW s šestimi parnimi kotli na pregreto paro in dvema dizelskima agregatoma ter je dajala enosmerni in izmenični tok.

### Blok 5
Leta 1930 so objekt dozidali in obratovati je pričela parna turbina z reduktorjem moči 2,2 MW z izmenično napetostjo in dvema novima kotloma na pregreto paro. Parno turbino je naredila družba Škodini Zavodi, generator 50 Hz družba Siemens-Schncker, parna kotla družba Babcock & Wilcox Co. v konzorciju z družbo Prva brnska strojna tovarna - Brno (Češka), hladilni stolp družba Ogrin, stikalne naprave pa družba Brown & Boveri. Nova parna kotla za turbino sta bila zmogljivosti 10 ton pare na uro vsak in z napravo za čiščenje napajalne vode parnih kotlov, saj so naprave višjih tlakov in temperatur občutljivejše na kakovost napajalne vode ter s tem škodljivih pojavov izločanja kotlovca iz vode. Novi turboagregat je v primerjavi z batnimi parnimi stroji ekvivalentne moči zasedel štirikrat manj prostora. Moč pomožnih kotlovskih naprav je znašala 190 kW.
V letu 1930 je bila dostavljena tako imenovana naprava generator motor, ki je imela vlogo pretvarjanja enosmerne napetosti v izmenično in obratno, glede na trenutne potrebe omrežja. Naprava je bila sestavljena iz enega enosmernega rotacijskega stroja, ki je lahko deloval kot generator ali kot motor, in enega izmeničnega trifaznega rotacijskega stroja, ki je lahko deloval kot motor ali generator, oba stroja sta bila spojena in prenašala moč med seboj po potrebi in naprej na omrežje. Z uvedbo izmeničnega toka se je odprla možnost oskrbe tudi okolice mesta. Tako je leta 1930 bila skupna in končna električna moč 4 MW z osmimi parnimi kotli na pregreto paro in dvema dizelskima agregatoma. 

### Stagnacija elektrarne
V noči na 15. avgusta 1931 so na ljubljanskem kolodvoru zasvetile prve žarnice napajane na elektriko iz Šaleške doline (po novem prenosnem 60 kV daljnovodu Velenje-Podlog-Črnuče), ki jo je proizvajala Termoelektrarna Velenje, s tem dogodkom se je začela stagnacija MTL, saj je Ljubljana lahko dobivala zanesljivo elektriko iz oddaljenega energetskega bazena, kjer je bila vsa potreba infrastruktura na pragu elektrarne, poleg tega je bila energetsko učinkovitejša in izključno na izmenični tok s parnimi turbinami. Leta 1939 se je nova Termoelektrarna Trbovlje, ki je bila nove generacije na prašno kurjavo (brez rešetk) priključila na RTP Podlog in s tem tudi začela napajati Ljubljano, kar je spet povečalo zanesljivost oskrbe. Leta 1943 pa je začela obratovati tudi Termoelektrarna Brestanica s takrat sodobno nemško tehnologijo. Potrebe v Ljubljani po električni energije je bilo tako bolj smiselno zadostovati s prenosom elektrike iz oddaljenih energetskih bazenov, ki niso imeli problemov s transportom goriva in podobno. Tako so bila  vlaganja v MTL nesmiselna v okviru proizvodnje električne energije, ker ne glede na vložke bi bila elektrarna še vedno sredi mesta in je bilo premog potrebno voziti iz krajev, kjer so obratovale učinkovitejše termoelektrarne: Brestanica, Trbovlje, Velenje. Zadnja leta obratovanja z vsemi enotami je MTL predstavljala eno izmed najbolj zastarelih termoenergetskih objektov.
Leta 1947 je MTL prenehala oddajati enosmerni tok, ki je bil zastarel že leta 1898. S tem je prenehala obratovati s parnimi batnimi stroji zaradi neekonomičnosti (kar je po znanih podatkih bila zadnja javna termoelektrarna na batne stroje v Sloveniji) in je oddajala samo še izmenični tok skupne moči 2,8 MW.

### Rekonstrukcija v kotlarno
Leta 1961 so jo preuredili v začasno kotlarno in s tem letom je prenehala proizvajati električno energijo. V letu 1960 je moč Termoelektrarne Šoštanj dosegla 135 MW in je imela nekajkrat višji izkoristek od MTL ter celo elektro filtre dimnih plinov in z vodikom hlajen generator, skratka takrat najsodobnejšo zahodnoevropsko opremo s čimer je bilo obratovanje tako šibkega in neučinkovitega postrojenja kot je MTL dokončno spoznano za nesmiselno. Postalo je tudi jasno, da Ljubljana klasične termoelektrarne v središču mesta ne rabi, temveč toplarno, ki bo reševala težave z individualnimi kurišči v mestu, ki močno obremenjujejo prizemne plasti zraka s trdimi delci. Oskrba z elektriko se izvaja s prenosom od tam, kjer je na voljo primerna infrastruktura: Šoštanj, Brestanica, Trbovlje.
Leta 1968 je kotlarna končno prenehala obratovati, ko je začela redno oskrbovati mesto z daljinsko toploto Termoelektrarna Toplarna Ljubljana iz Most.
Eden batni parni stroj (Proizvajalca: Erste Brünner Maschinenfabriks - Brünn) izdelan leta 1897 je še danes možno videti v Tehničnem muzeju Bistra, kjer se nahaja tudi visokotlačni del turbine z reduktorjem (Proizvajalca: Škodovy závody - Plzeň) izdelan leta 1926. Nizkotlačni del turbine se nahaja v industrijski coni Šiška.

## Proizvodne enote
| Enota            | Energent     | Leto      | Električna moč (MW) | Daljinsko ogrevanje | Opomba                                |
| ---------------- | ------------ | --------- | ------------------- | ------------------- | ------------------------------------- |
| Blok 1           | Premog       | 1898-1947 | 0,15                |                     | Imel še batni parni stroj DC          |
| Blok 2           | Premog       | 1898-1947 | 0,15                |                     | Imel še batni parni stroj DC          |
| Blok 3           | Premog       | 1899-1947 | 0,3                 |                     | 2 kotla, Imel še batni parni stroj DC |
| Blok 4           | Premog       | 1905-1947 | 0,6                 |                     | 2 kotla, Imel še batni parni stroj DC |
| Diesel agregat 1 | Kurilno olje | 1925-1961 | 0,3                 |                     | AC                                    |
| Diesel agregat 2 | Kurilno olje | 1925-1961 | 0,3                 |                     | AC                                    |
| Blok 5           | Premog       | 1930-1964 | 2,2                 |                     | 2 kotla, parna turbina AC             |